# Nordlig falknäbb
Nordlig falknäbb (Falcunculus whitei) är en tätting i familjen falknäbbar.

## Utbredning och systematik
Fågeln förekommer i Australien i norra Western Australia och norra Northern Territory. Tidigare behandlades nordlig falknäbb, västlig falknäbb och östlig falknäbb som en och samma art, falknäbb (F. frontatus). De urskiljs dock allt oftare som egna arter.

## Status
Den kategoriseras av IUCN som livskraftig.